# Liga Premier de Armenia 2007
La Liga Premier de Armenia 2007 fue la decimosexta temporada de la máxima división de fútbol de Armenia desde su creación. Comenzó el 14 de abril y terminó el 10 de noviembre.
El campeón fue el Pyunik, que logró su séptimo título de forma consecutiva. El Lernayin Artsakh se retiró antes del inicio de la temporada, por lo que descendió automáticamente.

## Formato
Los ocho equipos participantes jugaron entre sí todos contra todos seis veces totalizando 28 partidos partidos cada uno, al término de la jornada 28 el primer clasificado se coronó campeón y obtuvo un cupo para la primera ronda de la Liga de Campeones 2008-09, el segundo clasificado obtuvo un cupo para la primera ronda de la Copa de la UEFA 2008-09 y el tercero obtuvo un cupo en la Primera ronda de la Copa Intertoto 2008. En esta temporada se eliminó el play-off por la permanencia.
Un segundo cupo para la primera ronda de la Copa de la UEFA 2008-09 fue asignado al campeón de la Copa de Armenia.

## Equipos
El Lernayin Artsakh ascendió al coronarse campeón de la Primera Liga de Armenia. 
| Club             | Ciudad | Estadio             | Capacidad |
| ---------------- | ------ | ------------------- | --------- |
| Ararat           | Ereván | Estadio Hrazdan     | 55.000    |
| Banants          | Ereván | Banants Stadium     | 3.600     |
| Gandzasar        | Kapan  | Estadio Gandzasar   | 3.500     |
| Kilikia          | Ereván | Estadio Hrazdan     | 55.000    |
| Lernayin Artsakh | Ereván | Estadio Republicano | 14.968    |
| Mika             | Ereván | Estadio Mika        | 3.500     |
| Pyunik           | Ereván | Estadio Republicano | 14.968    |
| Shirak           | Gyumri | Gyumri City Stadium | 2.844     |
| Ulisses          | Ereván | Estadio Republicano | 14.968    |

## Tabla de posiciones
| Pos. | Equipo           | Pts. | PJ | G  | E | P  | GF | GC | Dif. | Clasificación 2008–09                 |
| ---- | ---------------- | ---- | -- | -- | - | -- | -- | -- | ---- | ------------------------------------- |
| 1    | Pyunik (C)       | 57   | 28 | 18 | 3 | 7  | 58 | 22 | +36  | Primera ronda de la Liga de Campeones |
| 2    | Banants          | 52   | 28 | 16 | 4 | 8  | 56 | 26 | +30  | Primera ronda de Copa de la UEFA      |
| 3    | Mika             | 50   | 28 | 14 | 8 | 6  | 42 | 24 | +18  | Primera ronda de la Copa Intertoto    |
| 4    | Ararat           | 49   | 28 | 15 | 4 | 9  | 49 | 42 | +7   | Primera ronda de Copa de la UEFA      |
| 5    | Gandzasar        | 39   | 28 | 11 | 6 | 11 | 35 | 31 | +4   |                                       |
| 6    | Shirak           | 34   | 28 | 9  | 7 | 12 | 27 | 37 | −10  |                                       |
| 7    | Ulisses          | 30   | 28 | 8  | 6 | 14 | 21 | 46 | −25  |                                       |
| 8    | Kilikia          | 5    | 28 | 1  | 2 | 25 | 10 | 70 | −60  |                                       |
| 9    | Lernayin Artsakh | 0    | 0  | 0  | 0 | 0  | 0  | 0  | 0    | Disuelto antes del comienzo           |

Actualizado a los partidos jugados el 10 de noviembre de 2007.
 Fuente: Soccerway
Notas:
1. ↑  Tras ganar la Copa de Armenia 2008, el Ararat obtuvo un cupo para la Primera ronda de la Copa de la UEFA 2008-09

## Resultados
| Local \ Visitante | ARA | BAN | GAN | KIL | MIK | PYU | SHI | ULI |
| ----------------- | --- | --- | --- | --- | --- | --- | --- | --- |
| Ararat            | —   | 2–1 | 1–0 | 5–0 | 2–0 | 0–0 | 1–0 | 2–0 |
| Banants           | 1–0 | —   | 2–3 | 3–0 | 1–1 | 1–2 | 3–0 | 2–0 |
| Gandzasar         | 1–0 | 0–1 | —   | 2–0 | 0–2 | 0–1 | 0–0 | 0–0 |
| Kilikia           | 0–4 | 0–3 | 0–0 | —   | 1–2 | 0–5 | 1–4 | 0–0 |
| Mika              | 2–2 | 1–1 | 3–2 | 2–1 | —   | 1–2 | 3–1 | 7–0 |
| Pyunik            | 3–4 | 5–1 | 1–0 | 2–0 | 1–0 | —   | 1–2 | 5–0 |
| Shirak            | 0–1 | 0–0 | 0–0 | 0–1 | 1–0 | 1–5 | —   | 3–1 |
| Ulisses           | 0–3 | 2–3 | 0–2 | 2–0 | 0–1 | 1–2 | 0–2 | —   |

| Local \ Visitante | ARA | BAN | GAN | KIL | MIK | PYU | SHI | ULI |
| ----------------- | --- | --- | --- | --- | --- | --- | --- | --- |
| Ararat            | —   | 0–6 | 5–4 | 2–1 | 1–2 | 0–6 | 4–0 | 0–0 |
| Banants           | 2–0 | —   | 3–0 | 2–0 | 0–1 | 2–1 | 2–0 | 1–2 |
| Gandzasar         | 2–1 | 3–2 | —   | 4–0 | 1–1 | 0–0 | 4–2 | 1–2 |
| Kilikia           | 1–3 | 0–6 | 0–2 | —   | 0–2 | 0–2 | 1–3 | 1–2 |
| Mika              | 4–1 | 0–2 | 1–0 | 3–1 | —   | 1–0 | 1–1 | 1–1 |
| Pyunik            | 4–1 | 0–3 | 1–2 | 2–0 | 1–0 | —   | 0–0 | 3–0 |
| Shirak            | 0–2 | 1–1 | 2–1 | 2–1 | 0–0 | 2–0 | —   | 0–1 |
| Ulisses           | 2–2 | 2–1 | 0–1 | 1–0 | 0–0 | 0–3 | 2–0 | —   |

## Goleadores
| Pos. | Jugador          | Club    | Goles |
| ---- | ---------------- | ------- | ----- |
| 1    | Marcos Pizzelli  | Ararat  | 22    |
| 2    | Arsen Balabekyan | Banants | 15    |
| 3    | Henrij Mjitaryan | Pyunik  | 12    |
| 3    | Gevorg Ghazaryan | Banants | 12    |
| 5    | Levon Pachajyan  | Pyunik  | 10    |